# Lil Terselius
Lil Poldi Terselius, född 5 november 1944 i Stockholm, död 26 oktober 2021, var en svensk skådespelare. Terselius medverkade i en rad tv-, film- och teaterföreställningar från slutet av 1960-talet fram till sin död.

## Biografi
Lil Terselius föddes i Stockholm men bodde mellan fyra och fjorton års ålder i Borås, där föräldrarna arbetade som försäljningschef respektive sekreterare. Som fjortonåring kom hon åter till Stockholm och studerade dans för Lia Schubert och jazzdans hos Graham Tainton. Efter studenten började hon med språkstudier vid universitet efter att bland annat arbetat som au pair och turistguide i England. Hon kom i kontakt med studentteatern vilket efterföljdes av utbildning 1967–1970 vid Scenskolan i Stockholm.
Direkt efter examen fick hon fast anställning vid Dramaten 1970 där hon fick sitt genombrott 1973 i Gruffet i Chiozza. Samma år fick hon en bemärkt roll i Jolos beredskapsserie i tv Någonstans i Sverige och följande år var hon en mystisk dansös i De tre från Haparanda. Åren 1975–1977 spelade hon vid Helsingborgs stadsteater. År 1977 spelade hon huvudrollen i filmen Den allvarsamma leken.
Hon gjorde även gästspel i tv-serier som Rederiet och Varuhuset och var tv-programledare i Teatercaféet från Örebro tillsammans med Per Eric Nordquist.
Terselius Guldbaggebelönades 1977 för rollen som Lydia i Den allvarsamma leken och hon tilldelades Dramatens O'Neill-stipendium 2000. År 2004 tilldelades hon Litteris et Artibus-medaljen.
Lil Terselius översatte dessutom pjäser från franska och engelska, några för Dramaten, däribland Zelda som sedan spelades med Terselius i titelrollen. Hon var ett tag fackligt aktiv ordförande i Dramatens artistklubb.

### Privatliv
Mellan 1982 och 1990 var Terselius gift med skådespelaren och regissören Hans Klinga, tidigare skolkamrat på scenskolan. Hon var under en tid därefter under en tid sambo med dramatikern Lars Norén. Lil Terselius är gravsatt i minneslunden på Skogskyrkogården i Stockholm.

## Filmografi i urval
- 1968 – Komedi i Hägerskog
- 1969 – Miss and Mrs Sweden
- 1970 – Kvinnomänniska
- 1970 – Som hon bäddar får han ligga
- 1973 – Håll alla dörrar öppna
- 1973 – Någonstans i Sverige (TV-serie)
- 1974 – De tre från Haparanda (TV-serie)
- 1975 – Garaget
- 1977 – Den allvarsamma leken
- 1979 – Selambs (TV-serie)
- 1980 – Snövit och de sju dvärgarna (röst i nydubbning)
- 1981 – Förföljelsen
- 1981 – Pank (TV-serie)
- 1987 – Träff i helfigur (TV-serie)
- 1989 – Det var då... (TV-serie)
- 1991 – Kopplingen (TV-serie)
- 1998 – Rederiet (TV-serie)
- 2011 – Bibliotekstjuven (TV-serie)
- 2014 – Gentlemen
- 2016 – Gentlemen & Gangsters (TV-serie)

## Teater

### Roller (ej komplett)
| År   | Roll                      | Produktion                                                                                     | Regi                       | Teater                              |
| ---- | ------------------------- | ---------------------------------------------------------------------------------------------- | -------------------------- | ----------------------------------- |
| 1971 | Mariane                   | Tartuffe (Tartuffe, ou l'Imposteur) Molière                                                    | Mimi Pollak                | Dramaten                            |
| 1972 | Värdshusvärdens hustru    | Mäster Olof August Strindberg                                                                  | Alf Sjöberg                | Dramaten                            |
| 1975 | Olivia                    | Trettondagsafton (Twelfth Night, or What You Will) William Shakespeare                         | Ingmar Bergman             | Dramaten                            |
| 1976 | Betty Lemarchand/Afrodite | Pariserliv (La Vie parisienne) Jacques Offenbach, Henri Meilhac och Ludovic Halévy             | Hans Polster               | Helsingborgs stadsteater            |
| 1977 |                           | Spanska flugan (Die spanische Fliege) Franz Arnold och Ernst Bach                              | Olle Johansson             | Helsingborgs stadsteater            |
| 1977 | Kristina                  | Mäster Olof August Strindberg                                                                  | Lars Svenson               | Helsingborgs stadsteater            |
| 1978 | Sally Bowles              | Cabaret John Kander, Fred Ebb och Joe Masteroff                                                | Leif Söderström            | Helsingborgs stadsteater            |
| 1979 | Grynet                    | Vem är rädd för Virginia Woolf? (Who's Afraid of Virginia Woolf?) Edward Albee                 | Jan Lewin                  | Dramaten                            |
| 1985 | Bolette                   | Frun från havet (Fruen fra havet) Henrik Ibsen                                                 | Gunnel Lindblom            | Dramaten                            |
| 1986 | Lady Macbeth              | Macbeth William Shakespeare                                                                    | Christian Tomner           | Dramaten                            |
| 1986 | Mary                      | Ett gästabud i pestens tid (Пир во время чумы, Pir vo vremja čumy) Aleksandr Pusjkin           | Jurij Ljubimov             | Dramaten                            |
| 1988 | Den yngre kvinnan         | I lodjurets timma Per Olov Enquist                                                             | Göran Graffman             | Dramaten                            |
| 1989 | Ann                       | Höst och vinter Lars Norén                                                                     | Brigitte Ornstein          | Dramaten                            |
| 1991 | Yvonne Tennier            | I nöd och lust Georges Feydeau                                                                 | Ingvar Kjellson            | Dramaten                            |
| 1992 | Nita                      | Alla dagar alla nätter Margareta Garpe                                                         | Margareta Garpe            | Dramaten                            |
| 1992 | Anna                      | Tiden är vårt hem Lars Norén                                                                   | Björn Melander             | Dramaten                            |
| 1993 | Hustrun                   | Blodsbröllop (Bodas de Sangre) Federico Garcia Lorca                                           | Eva Bergman                | Dramaten                            |
| 1995 | B                         | Tre långa kvinnor (Three Tall Women) Edward Albee                                              | Björn Melander             | Dramaten                            |
| 1996 | Omega                     | Backanterna (Βάκχαι, Bakchai) Euripides                                                        | Ingmar Bergman             | Dramaten                            |
| 1997 | Hanna                     | Hannas midsommar Margareta Garpe                                                               | Margareta Garpe            | Dramaten                            |
| 1998 | Elicia                    | Celestina (La Celestina) Fernando de Rojas                                                     | Robert Lepage              | Dramaten                            |
| 1999 | Mama Morton               | Chicago John Kander, Fred Ebb och Bob Fosse                                                    | Walter Bobbie Scott Faris  | Eriksbergshallen/ Oscarsteatern     |
| 2002 | Zelda                     | Zelda (Zelda Alone) Paul Robinson Hunter                                                       | Lena Söderblom             | Dramaten                            |
| 2004 | Fru Stenholm              | Valpen Henning Mankell                                                                         | Ellen Lamm                 | Dramaten/ Strindbergs Intima Teater |
| 2004 | Hertiginnan av Wei        | Tre knivar från Wei Harry Martinson                                                            | Staffan Valdemar Holm      | Dramaten                            |
| 2005 | Sonja                     | Efterspel (Afterplay) Brian Friel                                                              | Lena Söderblom             | Dramaten                            |
| 2006 | Miranda                   | Pinocchios aska (Pinnocchios aske) Jokum Rohde                                                 | Anna Novovic               | Dramaten                            |
| 2007 | Halie                     | Hem till gården (Buried Child) Sam Shepard                                                     | Stefan Larsson             | Dramaten                            |
| 2008 | Kaj                       | Svenskt landskap med kinesiska detaljer Lucas Svensson                                         | Carolina Frände            | Dramaten                            |
| 2008 | Lisa                      | Små äktenskapliga brott (Petits crimes conjugaux) Eric Emmanuel Schmitt                        | Eva Dahlman (skådespelare) | Dramaten                            |
| 2009 | Matrjona                  | Mörkrets makt (Власть тьмы, Vlast′ t′my) Lev Tolstoj                                           | Michaela Granit            | Dramaten                            |
| 2009 | M                         | Törst (Crave) Sarah Kane                                                                       | Nadja Weiss                | Dramaten                            |
| 2010 | Hillary Rodham Clinton    | Jerusalem 2010 Eva Bergman                                                                     | Eva Bergman                | Dramaten                            |
| 2010 | Kvinnan                   | En sommardag (Ein sommars dag) Jon Fosse                                                       | Gunnel Lindblom            | Dramaten                            |
| 2011 | Fru Schmidt               | Tjuvar (Diebe) Dea Loher                                                                       | Jenny Andreasson           | Dramaten                            |
| 2012 | Fru Yang Kvinnan          | Den goda människan i Sezuan (Der gute Mensch von Sezuan) Bertolt Brecht                        | Eva Dahlman                | Dramaten                            |
| 2012 | Baronessan de la Berche   | Chéri Colette                                                                                  | Jenny Andreasson           | Dramaten                            |
| 2014 | Dottern                   | Dödspatrullen Marie-Louise Ekman                                                               | Marie-Louise Ekman         | Dramaten                            |
| 2015 | Nina                      | Idioten Mattias Andersson efter Fjodor Dostojevskij                                            | Mattias Andersson          | Dramaten                            |
| 2016 | Fru Blenda Vergérus       | Fanny och Alexander Ingmar Bergman                                                             | Stefan Larsson             | Dramaten                            |
| 2017 | Valerie                   | Petra von Kants bittra tårar (Die bitteren Tränen der Petra von Kant) Rainer Werner Fassbinder | Sunil Munshi               | Dramaten                            |
| 2017 |                           | De sista vittnena (Последние свидетели) Svetlana Aleksijevitj                                  | Ulla Kassius               | Dramaten                            |

## Priser och utmärkelser
- 1977 – Guldbagge för Bästa skådespelerska, Den allvarsamma leken
- 1981 – Filmkritikernas pris Premio Pasinetti, Venedigs filmfestival, Förföljelsen
- 2000 – O'Neill-stipendiet
- 2004 – Litteris et Artibus